# Theridion goodnightorum
Theridion goodnightorum là một loài nhện trong họ Theridiidae.
Loài này thuộc chi Theridion. Theridion goodnightorum được Herbert Walter Levi miêu tả năm 1957.